# Études-Tableaux, Op. 39
Études-Tableaux, Op. 39 (in russo Этюды-картины?) è la seconda raccolta di studi per pianoforte di Sergej Vasil'evič Rachmaninov.

## Storia della composizione
Gli studi che compongono l'op. 39 furono composti tra il 1916 e il 1917. Uno di essi, il n. 6, era una revisione dell'originale studio n. 4 dell'op. 33, che però Rachmaninov aveva deciso di non pubblicare. Nel 1929 il direttore ed editore musicale Sergej Kusevickij chiese a Rachmaninov di selezionare un gruppo dei suoi études-tableaux, affinché fossero orchestrati dal compositore italiano Ottorino Respighi. I lavori orchestrati sarebbero poi stati pubblicati da Kusevickij, che li avrebbe diretti con la Boston Symphony Orchestra nella loro prima esecuzione. Rachmaninov acconsentì e scelse cinque studi, quattro dall'op. 39 e uno dall'op. 33. Respighi modificò l'ordine degli studi, ma rimase fedele agli intenti del compositore, e diede ad ogni brano un titolo in accordo a quanto Rachmaninov gli aveva indicato:
1. La foire (La fiera) – (Op. 33, n. 6)
2. La mer et les mouettes (Il mare ed i gabbiani) – (Op. 39, n. 2)
3. La chaperon rouge et le loup (Cappuccetto Rosso e il lupo) – (Op. 39, n. 6)
4. Marche funèbre (Marcia funebre) – (Op. 39, n. 7)
5. Marche (Marcia) – (Op. 39, n. 9)

## Struttura della composizione
L'Op. 39 comprende nove studi:
- n. 1 in do minore - Allegro agitato

Questo studio veloce richiede grande destrezza al pianista. Tecnicamente, la musica è un climax pressoché continuo.
- n. 2 in la minore - Lento assai

Anche questo studio è tecnicamente molto impegnativo. La mano sinistra cita la sequenza del Dies Irae, cosa non infrequente nelle opere di Rachmaninov.
- n. 3 in fa diesis minore - Allegro molto
- n. 4 in si minore - Allegro assai
- n. 5 in mi bemolle minore - Appassionato
- n. 6 in la minore - Allegro

Questo pezzo aggressivo e minaccioso si apre con un'ottava cromatica che scorre in basso sulla tastiera, a cui risponde una rapida e vibrante figura acuta che alla fine si trasforma in una marcia. La musica diventa frenetica e, dopo essere diventata Presto, sembra quasi fuori controllo.
- n. 7 in do minore - Lento lugubre
- n. 8 in re minore - Allegro moderato

Questo pezzo è uno studio lirico sulle note doppie, e richiede un pedale preciso, dita flessibili ed indipendenti, e agilità. Il pezzo ha delle linee melodiche molto lunghe in legato che contrastano con lo staccato della sezione centrale.
- n. 9 in re maggiore - Allegro moderato. Tempo di marcia.